# Idriss Ech-Chergui
Pour les articles homonymes, voir Ech (homonymie) et Chergui.
Idriss Ech-Chergui est un footballeur franco-algérien né le 22 mai 1985 à Saint-Chamond (Loire, France). Il évolue au poste de milieu offensif.

## Biographie
Formé à l'AS Saint-Étienne, il perd en finale du championnat de France des moins de 15 ans 2000-2001 face à l'INF Clairefontaine. Du 17 au 20 février 2003, il participe à un stage de détection avec l'équipe de France des moins de 18 ans, au CTNFS à Clairefontaine, aux côtés notamment de Lassana Diarra, Mohamed Sissoko et Yannick Cahuzac. Sous les couleurs de l'ASSE, il ne fait aucune apparition avec le groupe professionnel. Il est prêté à l'Aviron bayonnais pour la saison de National 2005-2006.
Il reste dans la division en s'engageant pour le FC Sète en 2006. La saison suivante, il rejoint le Nîmes Olympique, toujours en National. Dans le Gard où il joue entre 2007 et 2009, il fait ses premiers matches en Ligue 2 lors de la saison 2008-2009, 22 au total. Bien que sous contrat, il n'est pas conservé par le club et résilie à l'amiable en juin 2009.
Lors de l'intersaison 2009, il participe au stage de l'UNFP destiné aux joueurs sans contrat.
En novembre 2009, il s'engage avec la Jeunesse sportive de Kabylie dans le championnat d'Algérie. Mais en juillet 2010, il est renvoyé. Il tente cependant un retour en France en janvier 2011 en réalisant un essai à l'AS Cannes, mais n'est finalement pas retenu. Quelques jours plus tard, il signe à l'Impact de Montréal qui évolue dans la North American Soccer League, pour la saison 2011. Après seulement 5 mois de présence et deux buts inscrits, le club canadien décide de ne pas le conserver dans son effectif.
Sans club depuis le mois de juin, il réalise un essai au Racing Club de Strasbourg alors en CFA 2 en novembre 2011, qui n'aboutit à aucun accord, il s'entraîne désormais avec l'AS Saint-Étienne. Le 6 janvier 2012, il s'engage avec le FC Martigues où il retrouve Jean-Luc Vannuchi, déjà son entraîneur à Nîmes. Cependant, il n'arrive pas à empêcher la relégation du club en CFA à l'issue de la saison. En juin 2012, il s'engage avec le club de Luzenac pour deux saisons et retrouve une fois de plus les terrains du National. Régulièrement titulaire, il est l'un des artisans de la montée en Ligue 2.
Le 1er septembre 2014, il s'engage avec le Paris Football Club.
Avec le club parisien, il termine vice champion de National en 2015. La montée vire pourtant au cauchemar, le club terminant bon dernier de Ligue 2 la saison suivante.
Le club parvient cependant à rebondir et s'assure la 3e place de National en 2017. Bien que perdant les barrages de promotion/relégation contre l'US Orléans, le club parvient à se hisser en Ligue 2 pour la saison 2017-2018 grâce au dépôt de bilan du SC Bastia.
Lors de cette saison de 2017-2018, Idriss Ech-Chergui inscrit 4 réalisations, ce qui permet notamment à son club de terminer à une belle 8e place.
Après 4 années parisiennes, il s'engage au Sporting Club de Toulon en juin 2018, pour la saison 2018-2019 de National 2.